# 오케이 걸 그룹
오케이 걸 그룹은 대한민국의 음악 그룹이다. 2020년 《오케이 걸 그룹 1st 싱글 앨범》으로 데뷔했다.

## 음반
- 오케이 걸 그룹 1st 싱글 앨범 (2020)